# Отгон-Тэнгэр
Отгон-Тэнгэр или Отхон-Тэнгри (монг. Отгонтэнгэр — «юное небо»; также Богд Очирваань Отгонтэнгэр) — высочайшая гора горного массива Хангай в Монголии. Её высота составляет 4008 м (на некоторых старых топографических картах — 4021 м). Гора расположена в аймаке Завхан. Южная сторона горы Отгон-Тэнгэр — самая большая гранитная скала Монголии.
Отгон-Тэнгэр является традиционным местом поклонения буддийскому божеству — дхармапале Ваджрапани.